# Burchard von Bartensleben

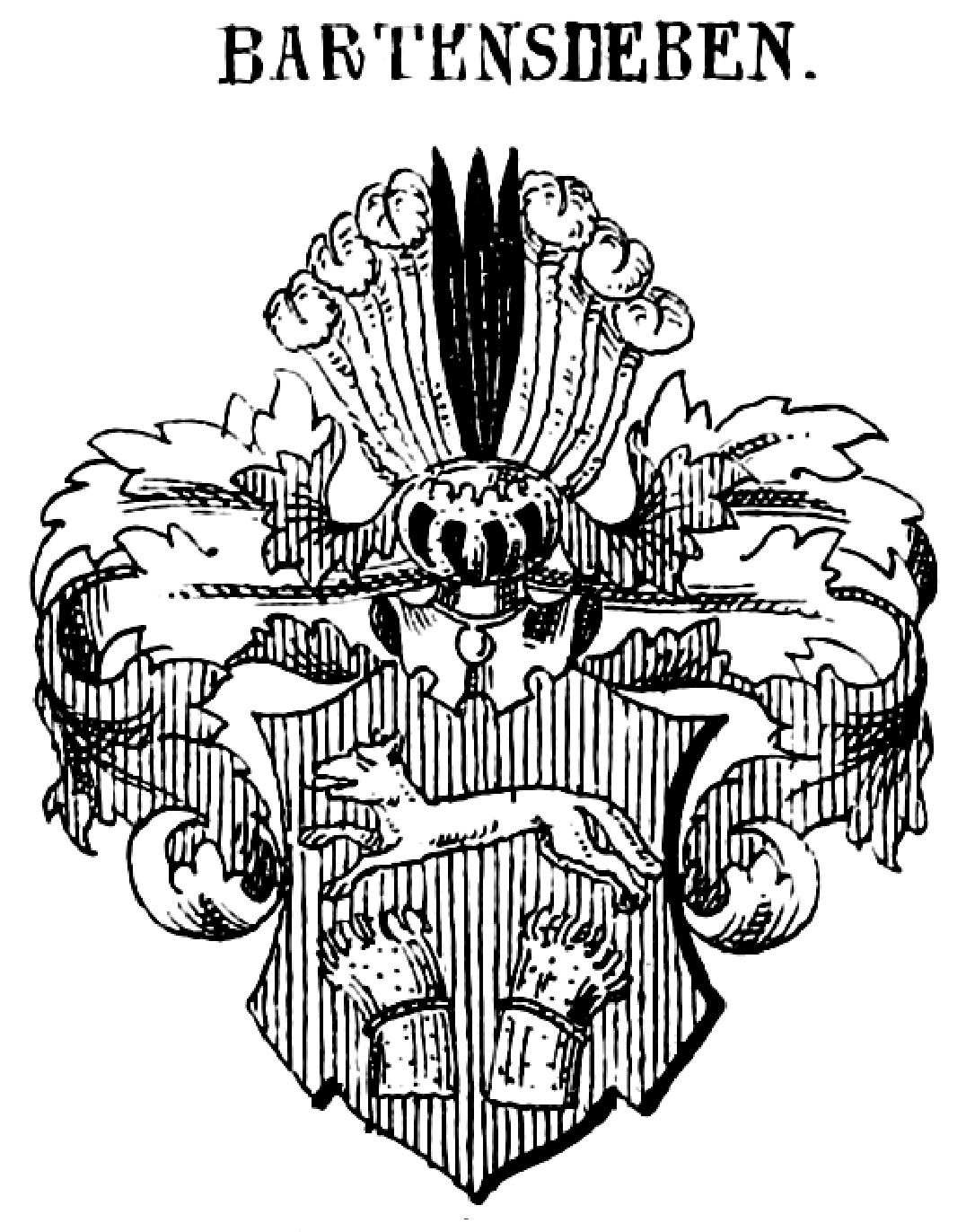
Das Wappen der Familie von Bartensleben

Burchard von Bartensleben (* vor 1291; † um 1321) war gemeinsam mit seinen Brüdern Günzel, Günther und Werner Begründer der Herrschaft Wolfsburg und Bauherr der gleichnamigen Wolfsburg.

## Leben
Burchard und seine Geschwister entstammten dem Adelsgeschlecht derer von Bartensleben, die sich nach dem nordöstlich von Helmstedt gelegenen Ort Groß Bartensleben benannten. Die Ritter von Bartensleben standen im Dienste der Markgrafen von Brandenburg. Um das Jahr 1300 ließen sie eine Burganlage errichten die am 17. Juni 1302 erstmals in einer Urkunde im Zusammenhang mit den Namen der vier Brüder als „Wluesborch“ Erwähnung fand. Der Name der Wolfsburg steht im Bezug zum Wappen der Adelsfamilie, auf dem ein Wolf über zwei Garben springt. Von diesem Standort aus konnten die Ritter die Handelswege zwischen den Städten Braunschweig und Salzwedel sowie zwischen Helmstedt und Gifhorn sichern und kontrollieren. Von Bartensleben war von 1301 bis zu seinem Tode ein Vasall der Markgrafen der Altmark und zudem von 1301 bis 1315 Vogt in Salzwedel. Ihre Ländereien erstreckten sich beiderseits der Aller bis in die Altmark hinein. Zu ihren Besitzungen gehörten das lüneburgische Boldecker Land und das braunschweigische Vorsfelder Werder.

## Familie
Von Bartensleben war der Sohn von Günzel III (1265–1348) und seiner Gemahlin Mechtild, geborene von Wenden. Seine Brüder waren Günzel IV., Günther II., Werner und Hildebrand (Mönch), er hatte zudem eine Schwester Elisabeth (Klosterjungfrau). Die Brüder Günzel und Werner stifteten im Jahr 1321 die Bartensleben-Kapelle zu Marienthal, dort wo ihr Bruder Hildebrand als Mönch lebte. Diese diente der Familie bis ins 15. Jahrhundert als Grablege. Werner von Bartensleben starb am 10. August 1336. Günzel war Vogt und Hauptmann der Mark, seine Frau hieß Mechtild. Günther war mit Kunigunde vermählt, die von Konrad von Warberg im Jahr 1304 die Turmhügelburg Rothehof übertragen bekommen hatte, auf der sie residierten. Von ihnen leitete sich der Familienzweig Bartensleben-Rothhof ab, der im Jahr 1534 erlosch.